# Диверсия на Баксанской ГЭС
Диверсия на Баксанской ГЭС — диверсия, совершённая предположительно боевиками исламистской группировки «Баксанский джамаат» 21 июля 2010 года.

## Диверсия
21 июля 2010 года, приблизительно в 5:20, группа боевиков из девяти человек ворвалась на территорию Баксанской гидроэлектростанции ОАО «РусГидро» в селении Исламей республики Кабардино-Балкария.
Они расстреляли двоих сотрудников вневедомственной охраны, попытавшихся оказать им сопротивление, первого — у контрольно-пропускного пункта, второго — в служебной комнате и похитили их служебное оружие — два автомата Калашникова. Затем террористы проследовали в служебные помещения, где напали на двоих работников электростанции — начальника смены и дежурного машиниста, избили и связали их. После этого террористы заложили три взрывных устройства в машинном зале станции, два — на открытом распределительном устройстве. С места преступления террористы скрылись. Приблизительно в 5:25 произошли два взрыва, уничтожившие генераторы ГЭС и повредившие вспомогательное оборудование (общая площадь возгорания составила 250 м²). Третье взрывное устройство в машинном зале не сработало, и было обезврежено прибывшими на место происшествия сапёрами. Несколько позднее сработали взрывные устройства на распределительном устройстве, в результате были выведены из строя два масляных выключателя. В тот же день охрана всех объектов «РусГидро» была усилена.

## Расследование диверсии
В тот же день Следственный комитет при прокуратуре Российской Федерации возбудил по факту подрыва Баксанской ГЭС уголовное дело по шести статьям УК РФ — диверсия, посягательство на жизнь сотрудников правоохранительного органа, незаконное лишение свободы, изготовление и хищение оружия и взрывчатых веществ (статьи 281, 317, 127, 222, 223 и 226). 22 июля 2010 года Александр Бастрыкин официально заявил, что делом занимается Федеральная служба безопасности.
Вскоре после диверсии двое из нападавших были убиты.
25 октября 2010 года заместитель генерального прокурора России Иван Сыдорук заявил Совету Федерации о раскрытии диверсии. В частности, в его докладе прозвучали обвинения в адрес сотрудников правоохранительных органов, «откровенно проспавших» взрыв, и информация о задержании двоих подозреваемых в соучастии в диверсии, которые уже дали признательные показания.
По его мнению
...В рамках реформы МВД и создания полиции необходимо провести переаттестацию всех сотрудников правоохранительных органов на Северном Кавказе с тем, чтобы освободиться от трусов и предателей, поскольку мы располагаем фактами и уголовными делами, подтверждающими прямое предательство со стороны отдельных сотрудников...
20 июля дело в отношении двоих обвиняемых в совершении диверсии — Тимура Шибзухова и Магомеда Шогенова — было передано в Верховный суд Кабардино-Балкарии. Часть участников банды на эту дату оставалась в розыске, а организатор нападения Казбек Ташуев и часть исполнителей к этому времени были уничтожены.
29 февраля 2012 года Верховный суд КБР приговорил Шибзухова и Шогенова к 14 годам колонии строгого режима .